# Raúl Mena Pedroza
Raúl Mena Pedroza, född 22 juli 1995, är en friidrottare från Colombia. Han deltog vid olympiska sommarspelen 2020.